# Форкате (Порденоне)
Форкате је насеље у Италији у округу Порденоне, региону Фурланија-Јулијска крајина.
Према процени из 2011. у насељу је живело 44 становника. Насеље се налази на надморској висини од 74 м.